# Rendez-vous à Paris (film, 1982)
Pour les articles homonymes, voir Rendez-vous à Paris.
Rendez-vous à Paris (Rendezvous in Paris) est un film allemand réalisé par Gabi Kubach en 1982, adapté du roman de Vicki Baum.

## Synopsis
Berlin 1930. Evelyne Droste (Claude Jade) est une jeune femme toute frêle et délicate. En raison de sa sensibilité excessive, son mari Kurt (Harald Kuhlmann) la traite avec les plus grands ménagements. Étant donné que l'on n'a jamais rien exigé d'Evelyne, toute sa vitalité s'est accumulée en elle, prête à éclater à tout moment. Marianne (Vérénice Rudolph), une amie de Kurt, devenue la meilleure amie d'Evelyne. Elle entraîne Evelyne à jouer au tennis. Un jour, lors d'une fête, Evelyne fait la connaissance de Frank Davis (Barry Stokes), un homme d'affaires américain dont elle admire le charme et l'insouciance. Du coup, elle tombe éperdument amoureuse de lui. Le soir-même, Frank doit partir pour Paris ; lorsqu'il appelle Evelyne quelques jours plus tard pour lui demander de venir passer le week-end avec lui, elle se rend à Paris sans hésiter...

## Distribution
- Claude Jade : Evelyne Droste
- Harald Kuhlmann : Kurt Droste
- Barry Stokes : Frank Davies
- Vérénice Rudolph: Marianne
- Chantal Bronner: Michèle
- Nina Divíšková: Kindermädchen
- Marie Horáková: Zofe Veronika
- Barbara Morawiecz: Frau Rupp
- František Peterka: Herr Rupp
- Gunther Malzacher: Herr von Schlieffen
- Nelly Gaierová: Selma Rabbinowitz
- Olga Valery: la réceptionniste
- Raoul Guylad: le bagagiste

## À noter
Le film est la 2e adaptation du roman (après Le Château de verre, 1950, de René Clément avec Michèle Morgan).